# Litteraturåret 1881

## Händelser
- Pusjkinpriset instiftas av Ryska vetenskapsakademin.

## Priser och utmärkelser
- Letterstedtska priset för översättningar – Gustaf Stjernström för översättningen av William Dwight Whitneys Om språket, dess lif och utveckling

## Nya böcker

### A – G
- Arbeidsfolk av Alexander Kielland
- Else av Alexander Kielland
- Gengangere, drama av Henrik Ibsen

### H – N
- La glu (fr.) av Jean Richepin
- Les Quatres vents de l'esprit av Victor Hugo

### O – U
- Portrait of a Lady (sv. Ett kvinnoporträtt 1947, även utgiven som Porträtt av en dam, 1968, 1996) av Henry James
- The Prince and The Pauper (sv. Prinsen och tiggargossen) av Mark Twain

### V – Ö
- Washington Square (sv. Washington Square 1980) av Henry James
- Åttahundra mil på Amazonfloden av Jules Verne[1]

## Födda
- 23 mars – Roger Martin du Gard, fransk författare, nobelpristagare 1937.
- 12 juli – Ludwig Rubiner, tysk poet, essäist och litteraturkritiker.
- 4 september – Albert Henning, svensk författare.
- 4 september – Albin Neander, svensk författare.
- 15 oktober – P.G. Wodehouse, brittisk författare.
- 28 november – Stefan Zweig, österrikisk författare.
- 24 december – Juan Ramón Jiménez, spansk författare, nobelpristagare 1956.
- 29 december – Aivva Uppström, svensk författare.

## Avlidna
- 9 februari – Fjodor Dostojevskij, 59, rysk författare.
- 11 maj – Henri Frédéric Amiel, 59, schweizisk författare.
- 4 juli – Johan Vilhelm Snellman, 75, finländsk filosof, författare, tidningsman och statsman.

### Fotnoter
1. ↑  ”World Cat”. http://www.worldcat.org/title/jangada-huit-cents-lieues-sur-lamazone/oclc/6785860&referer=brief_results. Läst 13 april 2011.